# Есенен гороцвет
Есенният гороцвет (Adonis annua) е вид от гороцвет, покритосеменно растение от семейство Лютикови (Ranunculaceae).
Цъфти през есента с аленочервени цветове. На височина достига 20 – 50 cm. Разпространено е в Европа и Азия. Растението е отровно, но за лечебни цели се използва запарка от надземната му част.
Друг известен вид от този род е пролетният гороцвет (Adonis vernalis).